# Hypsiboas stenocephalus
Espèce
Synonymes
- Hyla stenocephala Caramaschi & Cruz, 1999

Statut de conservation UICN

 DD  : Données insuffisantes
Hypsiboas stenocephalus est une espèce d'amphibiens de la famille des Hylidae.

## Répartition
Cette espèce est endémique du Minas Gerais au Brésil. Elle se rencontre à environ 1 200 m d'altitude à Poços de Caldas,.

## Publication originale
- Caramaschi & Cruz, 1999 : Duas novas espécies do grupo de Hyla polytaenia Cope, 1870 do Estado de Minas Gerais, Brasil (Amphibia, Anura, Hylidae). Boletim do Museu Nacional, Nova Série, Zoologia, vol. 403, p. 1-10 (texte intégral).